# Drew Pearson
Drew Pearson (ur. 13 grudnia 1897, zm. 1 września 1969) – amerykański dziennikarz prasowy i radiowy.
Nagłośnił tzw. incydent ze spoliczkowaniem, czym negatywnie wpłynął na losy II wojny światowej.

## Wyróżnienia
Posiada swoją gwiazdę na Hollywoodzkiej Alei Gwiazd.